# معرض اللوحات القومي (لندن)
معرض اللوحات القومي (بالإنجليزية: National Portrait Gallery)‏ هو متحف فني في لندن، يضم أهم الوحات التاريخية ولوحات الشخصيات البريطانية المشهورة. ويُعتبر أول معرض متخصص باللوحات في العالم، حيثُ تأسس سنة 1856. انتقل المتحف لمقره الحالي سنة 1896 في شارع ماتن، مقابل ميدان ترافالغار، وبجوار المعرض الوطني.